# Novalyne Price Ellis

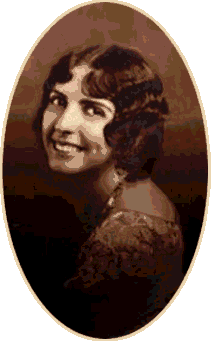
Novalyne Price, 1930 circa

Novalyne Price Ellis (9 marzo 1908 – 30 marzo 1999) è stata un'insegnante e scrittrice statunitense, legata allo scrittore pulp Robert E. Howard.

## Biografia
Cresciuta in una fattoria presso Brownwood, Texas, Novalyne Price divenne un'insegnante di scuola per pagare la propria istruzione presso Daniel Baker College e più tardi alla Louisiana State University, coltivando il sogno di diventare scrittrice. Tra il 1934 e il 1936 insegnò inglese, oratoria e storia alla Cross Plains High School nella cui omonima città abitava lo scrittore Robert E. Howard che aveva brevemente incontrato nel 1933 tramite un amico in comune, Tevis Clyde Smith. Inizialmente Novalyne chiese solo consiglio ad Howard su come potesse farsi pubblicare, ma gli interessi comuni e chimica personale hanno portato a instaurare un forte legame di amicizia tra loro che rimase saldo, nonostante successive incomprensioni e tentativi di portare la loro relazione su di un altro livello, fino alla morte di lui dopo la quale decise di focalizzarsi solo sulla sua carriera di insegnante, lavoro che svolse fino al suo pensionamento. 
Price si sposò due volte: la prima il 2 ottobre 1942 con John Douglas Robarts, un sottotenente in servizio nella fanteria dell'esercito americano, dal quale divorziò nel maggio 1946. La seconda con William Ellis nel 1947 con cui ebbe un figlio nato nel 1949, Marvin Douglas Ellis. Il matrimonio durò fino al 1994 anno della morte di William. In seguito Novalyne visse nella sua casa a Lafayette in Louisiana fino alla morte nel marzo 1999.
Nel 1981 venne ammessa alla National Forensic Hall of Fame. Nel 1983 diede alle stampe un libro dedicato alla storia della sua famiglia a partire da sua nonna, In Search of Tomorrow, iniziato dalla madre di Novalyne e completato dalla stessa.
Nel 1986 pubblicò tramite la casa editrice Donald M. Grant, Publisher, Inc. un libro di memorie dedicato a Robert Howard, One Who Walked Alone, tratto dal suo diario in cui aveva annotato i loro incontri; questo libro è una fonte di grande importanza sul lato più intimo e meno conosciuto dello scrittore pulp.

## Nella cultura di massa
Dal suo libro di memorie è stato tratto un film nel 1996 intitolato Il mondo intero (The Whole Wide World) diretto da Dan Ireland con Renée Zellweger e Vincent D'Onofrio, interpreti rispettivamente di Price e Howard. Novalyne è comparsa anche nella serie a fumetti italiana Dampyr della Sergio Bonelli Editore, negli albi 246 e 247 del 2020, in cui viene trattato il suo rapporto con Howard e i risvolti fantastici legati alla sua morte prematura.
| Data           | Titolo                      | Soggetto e Sceneggiatura | Disegni            | Copertina    |
| -------------- | --------------------------- | ------------------------ | ------------------ | ------------ |
| Settembre 2020 | Sussurri nel buio           | Mauro Boselli            | Nicola Genzianella | Enea Riboldi |
| Ottobre 2020   | Il segreto di Robert Howard | Mauro Boselli            | Nicola Genzianella | Enea Riboldi |

## Opere
- A handbook for student teachers of speech, Lafayette Senior High School, Lafayette, La, Louisiana State University, 1957
- In Search of Tomorrow: The Westward Movement of the Landrum Family, autopubblicazione di Novalyne Price Ellis, 1983
- One Who Walked Alone: Robert E. Howard, The Final Years, Donald M. Grant, Publisher, Inc., 1986
- Day of the Stranger: Further Memories of Robert E. Howard, Necronomicon Press, 1989

## Opere dedicate
- Index to One Who Walked Alone and Day of the Stranger, Robert Derie, giugno 2018[4]
- The Selected Letters of Novalyne Price Ellis, Robert Derie, giugno 2024[5]